# Gareth David-Lloyd
Gareth David-Lloyd, né le 28 mars 1981 à Newport, Pays de Galles,  est un acteur britannique particulièrement connu pour le rôle de Ianto Jones dans la série télévisée de science-fiction intitulée Torchwood (spin-off de Doctor Who).
Gareth David-Lloyd a également été, jusqu'en 2013, le chanteur et parolier du groupe de metal progressif Blue Gillespie.
Depuis 2017, David-Lloyd travaille sur sa websérie horrifique Black River Meadow, qu'il diffuse sur YouTube.

## Filmographie

### Séries télévisées
- 2003 : Absolute Power (en) (un épisode)
- 2003 : Casualty (un épisode)
- 2004 : Rosemary and Thyme - épisode Un tournage mouvementé (The Gongoozlers)
- 2005 : The Genius of Beethoven : Karl van Beethoven (un épisode)
- 2006-2009 : Torchwood : Ianto Jones
- 2008 : Doctor Who : Ianto Jones (un épisode)
- 2009 : Caerdydd (en) (deux épisodes)
- 2011 : Warehouse 13 : William Wollcott (saison 3, épisode 5)[2]

### Films
- 2010 : Sherlock Holmes : Les Mystères de Londres : Docteur Watson
- 2011 : Red Faction (en) : Hale

## Distinctions

### Récompenses
- 2007 : Logo NewNowNext Awards du meilleur baiser partagé avec John Barrowman dans une série télévisée de science-fiction pour Torchwood
- 2010 : SFX Awards du meilleur héros culte dans une série télévisée de science-fiction pour Torchwood
- 2015 : BTVA Video Game Voice Acting Awards de la meilleure performance vocale pour l'ensemble de la distribution dans un jeu vidéo pour Dragon Age Inquisition  partagé avec Alix Wilton Regan, Sumalee Montano, Harry Hadden-Paton, Jon Curry, Indira Varma, Miranda Raison, Alastair Parker, James Norton, Ramon Tikaram, Freddie Prinze Jr., Robyn Addison, Brian Bloom, Greg Ellis et Claudia Black.
- 2015 : Logo NewNowNext Awards de la meilleure performance masculine pour I Am Alone
- 2015 : Fright Night Film Festival de la meilleure performance masculine pour I Am Alone
- 2015 : The Scare-A-Con Film Festival du meilleur acteur pour I Am Alone
- 2016 : Logo NewNowNext Awards de la meilleure performance masculine pour I Am Alone
- 2016 : KAPOW Intergalactic Film Festival de la meilleure distribution pour I Am Alone partagé avec Gunner Wright, Rory Zacher, Marshal Hilton et Katy Bodenhamer.

### Nominations
- 2009 : Logo NewNowNext Awards du meilleur acteur dans une série télévisée de science-fiction pour Torchwood
- 2014 : Logo NewNowNext Awards de la meilleure performance masculine dans un jeu vidéo pour Dragon Age Inquisition
- 2015 : RIP Horror Film Festival de la meilleure distribution pour I Am Alone partagé avec Gunner Wright, Rory Zacher, Marshal Hilton et Katy Bodenhamer.
- International Filmmaker Festival of World Cinema 2016 : Nomination au Prix du Festival du meilleur acteur pour I Am Alone

## Anecdotes
Ianto Jones a été si aimé par les fans de Torchwood qu'un autel est dédié à ce personnage dans la baie de Cardiff (dit "Ianto's Shrine") où les fans déposent des mots, des témoignages et des fleurs. Gareth David-Llyod s'y rend de temps en temps, et fin 2019, il a publié sur Twitter une vidéo humoristique où il surprend Naoko Mori, son ancienne collègue de Torchwood, en train de vandaliser son autel.

## Source
- (en) Cet article est partiellement ou en totalité issu de l’article de Wikipédia en anglais intitulé « Gareth David-Lloyd » (voir la liste des auteurs).